# CJ Skuse
Claire Joanna Skuse (Weston-super-Mare, 1980) è una scrittrice britannica.
È nota principalmente per il suo romanzo Sweetpea. da cui è tratta l'omonima serie TV. Il suo libro Rockholick è stato tradotto in francese, tedesco e olandese. I suoi romanzi sono tradotti inoltre in polacco, russo, vietnamita, norvegese.

## Biografia
Dopo la laurea, Skuse ha ottenuto un lavoro come assistente editoriale presso la casa editrice The Chicken House a Frome, grazie al quale ha pubblicato il suo primo romanzo per giovani adulti, Pretty Bad Things, che racconta di due gemelli di 16 anni che intraprendono una serie di piccoli crimini. Il romanzo ha vinto il Dumfries and Burgh Book Award nel 2011. ed è stato finalista per il Lancashire Book of the Year. 
Il The Guardian ha parlato di lei definendola la creatrice delle anti-eroine nella narrativa per giovani adulti con la pubblicazione di Pretty Bad Things. e parlando di Dead Romantic come "una lettura fantastica" 
Con HarperCollins e MIRA Ink, Skuse ha pubblicato il suo quarto e il  quinto romanzo per giovani adulti, Monsters (2015), un thriller ambientato in un collegio, e The Deviants (2016), su un gruppo di amici estranei in una città costiera. La traduzione francese di The Deviants ha vinto il Premio letterario degli studenti della Jean Monnet University nel 2017.
Nel 2016, HQ (un marchio dì Harlequin e HarperCollins) ha acquisito i diritti per pubblicare il primo romanzo per adulti di Skuse, Sweetpea, nel 2017. La dark comedy thriller è raccontata attraverso le annotazioni del diario del personaggio di Rhiannon Lewis, una serial killer compulsiva che nessuno sembra notare; ha poi pubblicato un sequel In Bloom nel 2018 e un romanzo thriller per adulti a sé stante The Alibi Girl, sempre per HQ nel 2020, su una donna che assume diverse identità.
È tornata alla serie Sweetpea nel 2021 con il terzo capitolo Dead Head. per poi pubblicare il quarto e il quinto romanzo della serie Thorn in My Side e The Bad Seeds rispettivamente nel 2023 e nel 2024.
Prima dell'uscita di Sweetpea nel 2017, la See-Saw Films ha acquisito i diritti per adattare il romanzo per la televisione. Nel 2020 è stato annunciato che Sky aveva ordinato una serie televisiva da sei episodi, con Kirstie Swain impegnata a scrivere la sceneggiatura. La serie vede protagonista Ella Purnell come Rhiannon Lewis ed è stata resa disponibile nel Regno Unito e in Irlanda il 10 ottobre 2024 su Sky Atlantic.

## Opere

### SerieSweetpea
Sweetpea, HQ, 2017, ristampa 2023
In Bloom, HQ, 2018
Dead Head, Mira, 2021
Thorn in My Side, HQ, 2023
The Bad Seeds, HarperCollins Publishers, 2024

### Romanzi per giovani adulti
Pretty Bad Things,  Chicken House, 2009
Rockoholic, Chicken House, 2011
Dead Romantic, Chicken House, 2013
Monster, HarperCollins Publishers, 2015
The Deviants, Harlequin, 2016

### Romanzi per adulti
The Alibi Girl, HQ, 2020